# Posadnikowo (stacja kolejowa)
Posadnikowo (ros. Посадниково) – węzłowa stacja kolejowa w miejscowości Posadnikowo, w rejonie kiriskim, w obwodzie leningradzkim, w Rosji. Położona jest na linii Mga – Budogoszcz, z której możliwy jest tu zjazd na linię Wołchow – Czudowo.